# Abfraßtag
Der Abfraßtag ist der 6. September.
Die Bezeichnung wird vor allem im Süddeutschen und in Österreich für den Magnus-Tag verwendet. Magnus wirkte im 8. Jahrhundert in Füssen und wird in der katholischen Frömmigkeit noch heute gegen das Ungeziefer und dessen „Abfraß“ angerufen.